# 8147 Colemanhawkins
8147 Colemanhawkins è un asteroide della fascia principale. Scoperto nel 1984, presenta un'orbita caratterizzata da un semiasse maggiore pari a 2,6401603 UA e da un'eccentricità di 0,3140301, inclinata di 5,78228° rispetto all'eclittica.